# NGC 6400
NGC 6400 is een open sterrenhoop in het sterrenbeeld Schorpioen. De sterrenhoop werd op 13 mei 1826 ontdekt door de Schotse astronoom James Dunlop.

## Synoniemen
- OCL 1014
- ESO 393-SC14